# Grzecznościowe użycie liczby mnogiej
Grzecznościowe użycie liczby mnogiej – formuła stosowania do jednej osoby form liczby mnogiej. Poza zwracaniem się do kogoś w drugiej osobie liczby mnogiej (dwojenie, zwracanie się per wy), spotyka się stosowanie trzeciej osobie liczby mnogiej (trojenie).
Zwracanie się przez ty (tykanie) może być zarezerwowane do kontaktów między osobami bliskimi i równymi w hierarchii. W stosunku do osób obcych lub stojących w hierarchii wyżej, stosowane mogą być inne formy. W związku z tym zastosowanie formy ty wobec osób obcych może być postrzegane jako przejaw wyższości. 
Występuje współcześnie jako forma grzecznościowa w prawie wszystkich językach słowiańskich, a także w niektórych językach niesłowiańskich (np. w języku francuskim). W różnych językach słowiańskich używa się tu zaimka: wy, vy, вы, ви (nosi w tym przypadku nazwę „wykanie”); we francuskim – vous; w języku angielskim forma you rozpowszechniła się do tego stopnia, że zupełnie wyparła swój odpowiednik w liczbie pojedynczej – thou (obecnie archaizm).

## Język polski
W języku polskim stosowanie w tej funkcji formy wy wiąże się ze stosowaniem rodzaju męskoosobowego, niezależnie od płci osoby, której dotyczy.
Swoistym wyjątkiem wśród języków słowiańskich jest język polski, gdyż w XX w. forma „per wy” była w polszczyźnie w zaniku, występując jeszcze w gwarach i w języku partii komunistycznych, co wywodzi się z języka rosyjskiego. Ze względu na to ostatnie zastosowanie wśród miejskich użytkowników języka polskiego była postrzegana jako sztuczna. Z drugiej strony, w codziennym języku zastępowanie formy mnogiej przez formy pan/pani nasiliło się właśnie po drugiej wojnie światowej. Dawniej używana także w zwrotach do rodziców w języku ogólnym, w wojsku, w zwrotach do obywatela i w innych zastosowaniach. Częsta w dawnej polszczyźnie, była używana w zwrotach grzecznościowych (wy, panie; wy, ojcze; wy, matko itp.) i oznaczała szacunek. Po rozpowszechnieniu się w polszczyźnie zaimków pan, pani, państwo z czasownikiem w 3. osobie, forma „per wy” straciła na znaczeniu, a stała się nielubiana przez zwykłych obywateli, gdy uczyniono z niej obowiązkową formę zwrotu rządzącej w PRL PZPR. 
Dwojenie zachowało się w polskich gwarach. Ma ono funkcję grzecznościową (np. siądźcie mamusiu) albo neutralną (np. skądeście przyszli? w miejsce ogólnopolskiego skąd pan przyszedł?/skąd pani przyszła?). W niektórych środowiskach wiejskich jeszcze w XXI w. dwojenie było powszechne, podczas gdy stosowanie form pan/pani było zarezerwowane do osób z zewnątrz.
Trojenie jest stosunkowo rzadkie i zanikające. Przykładowe użycie: Babka już idą. w znaczeniu 'Niech babka już idzie'. W części gwar, które zachowały relikty liczby podwójnej, zdarza się, że w normalnym użyciu liczby mnogiej występuje końcówka -ta, a w dwojeniu -cie (np. ludzie, co wy jeta? (ludzie, co wy jecie?), ale matko, co wy jecie?).

## Język rosyjski
W języku rosyjskim występują dwie formy tytułowania osób – ты (ty) oraz вы (wy). Rozróżnienie pojawiło się stosunkowo niedawno (XVIII wiek) wśród rosyjskich klas wykształconych dzięki francuskim wpływom.
Zazwyczaj forma „ты” jest używana wśród przyjaciół i krewnych, ale jego użycie zależy nie tylko od stopnia zaawansowania relacji, ale także od wieku i formalności sytuacji (np. w trakcie spotkania w pracy formy grzecznościowe będą częściej używane niż na imprezach). Młodzież i dzieci, aby zwracać się do siebie nawzajem używają formy „ты”. Również dorośli zwracają się do nich w ten sposób, ale w drugą stronę przyjęto używanie formy grzecznościowej „вы”. Młodsi dorośli zazwyczaj również zwracają się tak do starszych dorosłych spoza rodziny niezależnie od stopnia zażyłości relacji oraz w zamian w stosunku do nich może być używana forma „ты”. Rozmawiając ze sobą, młodzi ludzie często zaczynają od zwracania się do siebie per „вы”, ale mogą bardzo szybko przejść do „ты” w sytuacji nieformalnej. Wśród osób starszych forma 2. osoby liczby pojedynczej jest zarezerwowana jedynie dla bliższych znajomych. O ile nie ma znacznej różnicy wieku, wybór formy jest symetryczny, co pokazuje poniższa tabelka.
| Wypowiedź osoby A | Wypowiedź osoby B  | Kontekst wynikający z użytych form                                                            |
| ----------------- | ------------------ | --------------------------------------------------------------------------------------------- |
| А куда ты идёшь?  | Я иду домой. А ты? | Osoby A i B znają się nawzajem, zawiązali ze sobą relację lub są przedstawicielami młodzieży. |
| А куда вы идёте?  | Я иду домой. А вы? | Osoba A i B nie zawiązali przed rozmową żadnej bliższej relacji i są w podobnym wieku.        |
| А куда ты идёшь?  | Я иду домой. А вы? | Osoba A jest wyraźnie starsza od osoby B bądź jest wyżej postawiona w hierarchii społecznej.  |

W celu uniknięcia gafy przechodzenie z formy „вы” na „ты” powinno odbywać się za obopólną zgodą. Użycie formy „ты” bez zgody drugiej osoby może uchodzić za nietakt i złe zachowanie (lub w przypadku rozmów z kobietami flirtowanie), zwłaszcza kiedy nasz rozmówca nadal używa form grzecznościowych.
Formy używane przez rozmówców wynikają z wielu czynników, które ukazuje poniższa tabela. 
| Forma z zaimkiem ты                        | Tłumaczenie na polski                     | Kontekst użycia formy                                                      | Forma z zaimkiem вы                       | Tłumaczenie na polski                                                      | Kontekst użycia formy                                                                               |
| ------------------------------------------ | ----------------------------------------- | -------------------------------------------------------------------------- | ----------------------------------------- | -------------------------------------------------------------------------- | --------------------------------------------------------------------------------------------------- |
| Напиши, что видишь на доске.               | Napisz, co widzisz na tablicy.            | Adresatem wypowiedzi jest jedna osoba                                      | Напишите, что видите на доске.            | Napiszcie, co widzicie na tablicy. Niech pan napisze, co widzi na tablicy. | Adresatem może być grupa osób lub jedna, w stosunku do której rozmówca używa formy grzecznościowej. |
| Ты знаешь, чем он заболел.                 | Wiesz, na co on zachorował.               | Adresatem wypowiedzi jest jedna osoba                                      | Вы знаете, чем он заболел.                | Wiecie, na co on zachorował. Pan wie, na co on zachorował.                 | Adresatem może być grupa osób lub jedna, w stosunku do której rozmówca używa formy grzecznościowej. |
| Ты знаешь, что Макс заболел ангиной, Иван. | Wiesz, że Maks zachorował na grypę, Iwan. | Adresat wypowiedzi (Iwan) jest dla rozmówcy bliską osobą, z którą się zna. | Вы знаете, что Макс заболел ангиной, Иван | Panie Iwanie, wie pan, że Maks zachorował na anginę.                       | Rozmówca nie zna prywatnie adresata, nie zawiązał z nim bliskiej relacji.                           |

Dawniej zasady były mniej rygorystyczne. Dopiero pod koniec XIX wieku w niektórych kręgach (arystokracja i szlachta rosyjska) przyjęto, że formę „вы” należy również stosować między przyjaciółmi, w związkach małżeńskich i w momencie zwracania się do rodziców (ale nie do swoich dzieci).
Grzecznościowe użycie liczby mnogiej do dziś nie występuje powszechnie w niektórych kręgach – na obszarach wiejskich rzadko forma ta praktycznie nie jest używana. Użytkownicy internetu z Rosji i Białorusi podtrzymują to rozróżnienie jedynie w stosunku do osób, których nie znają.